# Jean Michaël Seri
Jean-Michaël Seri, né le 19 juillet 1991 à Grand-Béréby en Côte d'Ivoire, est un footballeur international ivoirien qui évolue au poste de milieu de terrain à Al-Orobah FC.

## Biographie

### Carrière

#### Débuts à Africa Sports (2006-2010)
Jean Seri commence sa carrière dans l'un des clubs les plus prestigieux de son pays natal, la Côte d'Ivoire, avec l'Africa Sports. Il y fait ses preuves au poste de meneur de jeu voire de neuf-et-demi.Il rejoint l'ASEC Mimosas en 2010.

#### Arrivée au Portugal

##### Au FC Porto (2012-2013)
À 21 ans, Seri quitte l'ASEC Mimosas pour le FC Porto, où il ne dispute aucune rencontre en équipe première. Pour son unique saison à Porto, il dispute 19 matchs pour un but avec l'équipe réserve du club.

##### Épanouissement au Paços Ferreira (2013-2015)
Le 31 août 2013, Seri signe un contrat de trois ans en faveur du FC Paços Ferreira.
Replacé au poste de milieu axial, le jeune ivoirien s'épanouit pleinement. Le 2 mars 2014, Seri ouvre son compteur avec le club lusitanien face au CS Marítimo, au cours d'une victoire 3-1 importante éloignant Paços de la zone de relégation. Il découvre la compétition européenne cette saison-là en participant à la Ligue Europa. Le 27 février 2014, Seri est convoqué pour la première fois par Sabri Lamouchi avec la Côte d'Ivoire, pour un match amical contre la Belgique. Il regarde toutefois la rencontre depuis le banc.
La saison 2014-2015 le voit s'imposer dans le vestiaire de Paços. Seri enchaîne de bonnes rencontres en championnat et s'affirme comme un milieu de qualité. Il aide le club à se lotir à une confortable huitième place. Ces deux saisons passées à Paços permettent à Seri de mûrir dans le jeu, ce qui ne laisse pas indifférent plusieurs clubs européens.

#### OGC Nice (2015-2018)
Seri est recruté par l'OGC Nice le 11 juin 2015 pour une somme d'un million d'euros.
Le 27 septembre 2015, il marque son premier but pour les Aiglons contre l'AS Saint-Étienne (8e journée, victoire 1-4). Il devient rapidement l'une des révélations du championnat français et forme un trio au milieu très performant avec Vincent Koziello et Nampalys Mendy,. S'imposant dans le onze niçois, il participe à chacune des 38 rencontres de championnat, totalisant trois buts et cinq passes décisives. Nice finit la saison à une prometteuse quatrième place, qualifiant le club pour la Ligue Europa. Grâce à ses bonnes prestations, il est notamment suivi par le Borussia Dortmund durant l'été 2016.
Malgré les départs de Nampalys Mendy, Valère Germain et Hatem Ben Arfa, les Aiglons emmenés par Seri continuent sur leur lancée la saison suivante et occupent la tête de la Ligue 1 entre la 6e et la 19e journée, grâce à l'apport des nouvelles recrues dont Mario Balotelli. Seri occupe une place de plus en plus importante au sein de l'effectif, inscrivant 7 buts et donnant 11 passes décisives. À l'hiver 2017, des rumeurs font état d'intérêts de l'Olympique de Marseille, du Paris Saint-Germain ou encore du FC Barcelone. Troisième au terme de la saison, les Niçois se qualifient pour le troisième tour de qualification de la Ligue des champions.
Ils ne parviennent néanmoins pas à atteindre la phase de poules, éliminés lors du quatrième tour par le SSC Naples. Pour la deuxième saison consécutive, ils prennent part à la phase de groupes de la Ligue Europa. Seri réalise une troisième saison plus mitigée, auteur de deux buts pour sept passes décisives, la qualifiant lui-même d'« échec ». Le club finit à la huitième place et ne parvient pas à accrocher une qualification en coupe d'Europe.

#### Fulham FC (depuis 2018)
Le 12 juillet 2018, il signe pour quatre ans avec le Fulham FC, promu en Premier League, en compagnie de son coéquipier Maxime Le Marchand. Prenant part à 32 rencontres de Premier League, dont 27 titularisations, il n'inscrit qu'un but lors de cette saison 2018-2019 et voit son club retrouver le Championship au terme de celle-ci.

##### Prêt à Galatasaray (2019-2020)
Le 18 juillet 2019, il est prêté contre 1,5 million d'euros au Galatasaray SK avec une option d'achat fixée à 18 millions d'euros. Il y dispute 27 rencontres de Süper Lig, dont 23 titularisations, pour deux buts inscrits et trois passes décisives données. Il participe pour la première fois de sa carrière à la phase de groupes de la Ligue des champions, débutant chacune des six rencontres.
À son retour de prêt, il n'entre pas dans les plans de l'entraîneur Scott Parker et n'est pas inscrit par Fulham sur la liste de joueurs amenés à évoluer en Premier League lors de la première partie de saison, le club ayant notamment recruté Mario Lemina et Harrison Reed pour renforcer son entre-jeu,.

##### Prêt aux Girondins de Bordeaux (2021-)
Le 30 janvier 2021, les Girondins de Bordeaux officialisent son arrivée en prêt jusqu'à la fin de la saison, sans option d'achat. Il y compense la grave blessure d'Otávio, victime d’une rupture du tendon d’Achille.

### En équipe nationale
Seri est sélectionné pour participer à la Coupe d'Afrique des nations 2017. Au Gabon, Seri ne participe qu'à deux matchs de poules où les Ivoiriens se montrent décevants. Titulaire face au Togo, le Niçois devient remplaçant pour le reste de la compétition. Sans aucune victoire, les Éléphants finissent troisième de leur groupe, et sont éliminés prématurément du tournoi,.
Il est de nouveau convoqué à la Coupe d'Afrique des nations 2019 en Égypte où la Côte d'Ivoire se voit éliminée en quarts-de-finales par l'Algérie aux tirs-au-but.
Deux ans plus tard, Jean-Michaël Seri est retenu par le sélectionneur Patrice Beaumelle pour participer à la coupe d'Afrique des nations 2021. Les ivoiriens seront éliminés en huitièmes-de-finales par l'Égypte aux tirs-au-but encore une fois.
Le 28 décembre 2023, il est retenu dans la liste des vingt-sept joueurs ivoiriens sélectionnés par Jean-Louis Gasset pour disputer la Coupe d'Afrique des nations 2023.

## Statistiques
Ce tableau présente les statistiques en carrière de Jean Michaël Seri,.
| Saison                | Club                         | Championnat           | Championnat | Championnat | Championnat | Coupe nationale | Coupe nationale | Coupe nationale | Coupe de la Ligue | Coupe de la Ligue | Coupe de la Ligue | Compétition(s) continentale(s) | Compétition(s) continentale(s) | Compétition(s) continentale(s) | Compétition(s) continentale(s) | Plays-off | Plays-off | Plays-off | Côte d'Ivoire | Côte d'Ivoire | Côte d'Ivoire | Total | Total | Total |
| Saison                | Club                         | Division              | M.          | B.          | P.d.        | M.              | B.              | P.d.            | M.                | B.                | P.d.              | Comp.                          | M.                             | B.                             | P.d.                           | M.        | B.        | P.d.      | M.            | B.            | P.d.          | M.    | B.    | P.d.  |
| 2010                  | ASEC Mimosas                 | Ligue 1               | -           | -           | -           | -               | -               | -               | -                 | -                 | -                 | -                              | -                              | -                              | -                              | -         | -         | -         | -             | -             | -             | 0     | 0     | 0     |
| 2011                  | ASEC Mimosas                 | Ligue 1               | -           | -           | -           | -               | -               | -               | -                 | -                 | -                 | CAF                            | 1                              | 0                              | 0                              | -         | -         | -         | -             | -             | -             | 1     | 0     | 0     |
| 2012                  | ASEC Mimosas                 | Ligue 1               | 16          | 1           | 0           | -               | -               | -               | -                 | -                 | -                 | -                              | -                              | -                              | -                              | -         | -         | -         | -             | -             | -             | 16    | 1     | 0     |
| Sous-total            | Sous-total                   | Sous-total            | 16          | 1           | 0           | 0               | 0               | 0               | 0                 | 0                 | 0                 | -                              | 1                              | 0                              | 0                              | 0         | 0         | 0         | 0             | 0             | 0             | 17    | 1     | 0     |
| 2012-2013             | FC Porto B                   | Segunda Liga          | 19          | 1           | 0           | -               | -               | -               | -                 | -                 | -                 | -                              | -                              | -                              | -                              | -         | -         | -         | -             | -             | -             | 19    | 1     | 0     |
| Sous-total            | Sous-total                   | Sous-total            | 19          | 1           | 0           | 0               | 0               | 0               | 0                 | 0                 | 0                 | -                              | 0                              | 0                              | 0                              | 0         | 0         | 0         | 0             | 0             | 0             | 19    | 1     | 0     |
| 2013-2014             | FC Paços Ferreira            | Primeira Liga         | 21          | 1           | 2           | 3               | 0               | 0               | 2                 | 0                 | 0                 | C3                             | 6                              | 0                              | 1                              | 2         | 1         | 0         | -             | -             | -             | 34    | 2     | 3     |
| 2014-2015             | FC Paços Ferreira            | Primeira Liga         | 33          | 1           | 2           | 2               | 0               | 2               | -                 | -                 | -                 | -                              | -                              | -                              | -                              | -         | -         | -         | -             | -             | -             | 35    | 1     | 4     |
| Sous-total            | Sous-total                   | Sous-total            | 54          | 2           | 4           | 5               | 0               | 2               | 2                 | 0                 | 0                 | -                              | 6                              | 0                              | 1                              | 2         | 1         | 0         | -             | -             | -             | 69    | 3     | 7     |
| 2015-2016             | OGC Nice                     | Ligue 1               | 38          | 3           | 5           | 1               | 0               | 0               | 2                 | 0                 | 0                 | -                              | -                              | -                              | -                              | -         | -         | -         | 7             | 1             | 0             | 48    | 4     | 5     |
| 2016-2017             | OGC Nice                     | Ligue 1               | 34          | 7           | 10          | -               | -               | -               | 1                 | 0                 | 0                 | C3                             | 4                              | 0                              | 0                              | -         | -         | -         | 6             | 0             | 0             | 45    | 7     | 10    |
| 2017-2018             | OGC Nice                     | Ligue 1               | 31          | 2           | 7           | 1               | 0               | 0               | 2                 | 0                 | 0                 | C1+C3                          | 4+5                            | 0                              | 2+1                            | -         | -         | -         | 4             | 0             | 3             | 47    | 2     | 13    |
| Sous-total            | Sous-total                   | Sous-total            | 102         | 12          | 22          | 2               | 0               | 0               | 5                 | 0                 | 0                 | -                              | 13                             | 0                              | 3                              | 0         | 0         | 0         | 17            | 1             | 3             | 139   | 13    | 28    |
| 2018-2019             | Fulham FC                    | Premier League        | 32          | 1           | 3           | 1               | 0               | 0               | 1                 | 0                 | 0                 | -                              | -                              | -                              | -                              | -         | -         | -         | 11            | 2             | 0             | 45    | 3     | 3     |
| 2020-2021             | Fulham FC                    | Premier League        | -           | -           | -           | -               | -               | -               | 2                 | 0                 | 0                 | -                              | -                              | -                              | -                              | -         | -         | -         | -             | -             | -             | 2     | 0     | 0     |
| 2021-2022             | Fulham FC                    | Championship          | 33          | 1           | 6           | 1               | 0               | 0               | -                 | -                 | -                 | -                              | -                              | -                              | -                              | -         | -         | -         | 9             | 0             | -             | 43    | 1     | 6     |
| Sous-total            | Sous-total                   | Sous-total            | 65          | 2           | 9           | 2               | 0               | 0               | 3                 | 0                 | 0                 | -                              | 0                              | 0                              | 0                              | 0         | 0         | 0         | 20            | 2             | 0             | 90    | 4     | 9     |
| 2019-2020             | Galatasaray SK (prêt)        | Süper Lig             | 27          | 2           | 2           | 3               | 0               | 0               | -                 | -                 | -                 | C1                             | 6                              | 0                              | 0                              | -         | -         | -         | 2             | 0             | 0             | 38    | 2     | 2     |
| Sous-total            | Sous-total                   | Sous-total            | 27          | 2           | 2           | 3               | 0               | 0               | 0                 | 0                 | 0                 | -                              | 6                              | 0                              | 0                              | 0         | 0         | 0         | 2             | 0             | 0             | 38    | 2     | 2     |
| 2020-2021             | Girondins de Bordeaux (prêt) | Ligue 1               | 12          | 0           | 0           | 1               | 0               | 0               | -                 | -                 | -                 | -                              | -                              | -                              | -                              | -         | -         | -         | -             | -             | -             | 13    | 0     | 0     |
| Sous-total            | Sous-total                   | Sous-total            | 12          | 0           | 0           | 1               | 0               | 0               | 0                 | 0                 | 0                 | -                              | 0                              | 0                              | 0                              | 0         | 0         | 0         | 0             | 0             | 0             | 13    | 0     | 0     |
| 2022-2023             | Hull City                    | Championship          | 37          | 1           | 1           | -               | -               | -               | -                 | -                 | -                 | -                              | -                              | -                              | -                              | -         | -         | -         | 5             | 0             | 0             | 42    | 1     | 1     |
| 2023-2024             | Hull City                    | Championship          | 39          | 1           | 4           | -               | -               | -               | -                 | -                 | -                 | -                              | -                              | -                              | -                              | -         | -         | -         | 15            | 0             | 0             | 54    | 1     | 4     |
| Sous-total            | Sous-total                   | Sous-total            | 76          | 2           | 5           | 0               | 0               | 0               | 0                 | 0                 | 0                 | -                              | 0                              | 0                              | 0                              | 0         | 0         | 0         | 20            | 0             | 0             | 96    | 2     | 5     |
| Total sur la carrière | Total sur la carrière        | Total sur la carrière | 371         | 20          | 42          | 12              | 0               | 2               | 10                | 0                 | 0                 | -                              | 25                             | 0                              | 4                              | 2         | 1         | 0         | 58            | 3             | 3             | 478   | 24    | 51    |

### Buts internationaux
| 0 | Sélection | Date             | Lieu                                                 | Adversaire | Score | Résultat | Compétition                       |
| - | --------- | ---------------- | ---------------------------------------------------- | ---------- | ----- | -------- | --------------------------------- |
| 1 | 4         | 17 novembre 2015 | Stade Félix-Houphouët-Boigny, Abidjan, Côte d'Ivoire | Liberia    | 3-0   | 3-0      | Éliminatoires Coupe du monde 2018 |

## Palmarès

### En club
Seri obtient son premier trophée avec l'ASEC Mimosas en remportant le championnat en 2010.
Avec Fulham, il remporte le championnat d'Angleterre de deuxième division en 2022.

### En sélection nationale
- Côte d'Ivoire
  - Vainqueur de la Coupe d'Afrique des nations en 2024[21]

## Distinctions personnelles
- Nommé dans l'équipe type de la Ligue 1 en 2017 aux Trophées UNFP.